# 1998년 FIFA 월드컵 결승전
1998년 FIFA 월드컵 결승전(프랑스어: Finale de la Coupe du monde de football de 1998)은 1998년 7월 12일, 생드니의 스타드 드 프랑스에서 1998년 FIFA 월드컵 우승팀을 가리기 위해 열린 축구 경기이다. 결승전은 1994년에 FIFA 월드컵 우승을 차지한 브라질과  개최국 프랑스의 대결로, 후자의 팀은 대회 결승전에 처음으로 올랐다. 프랑스는 3-0 완승을 거두며 사상 첫 FIFA 월드컵을 차지했고, 혁명 기념일 이틀 전에 이룩한 업적이어서 프랑스는 이 우승에 더 큰 의의를 두게 되었다. 지네딘 지단이 이 경기의 MVP로 선정되었는데, 그는 전반에 2골을 기록하였고, 프랑스는 에마뉘엘 프티의 3번째 골을 막판에 추가하였다. 관중은 80,000명 가량이 웅집하였다.
양팀 모두 고전 끝에 결승 무대에 도달하였다. 브라질은 조별 리그 3경기에서 6점을 적립하였는데, 이때 1패는 노르웨이에 당한 것이었다. 16강에서 칠레를 4-1, 8강에서 덴마크를 3-2로 꺾은 브라질은 네덜란드와의 준결승전에서 승부차기 끝에 승리해 결승 진출을 확정지었다. 한편 프랑스는 조별 리그에서 3경기를 모두 이기며 순항하였고, 파라과이와의 16강전에서 골든골로 신승을 거두었다. 8강에서는 이탈리아를 상대로 승부차기 끝에 이겼고, 준결승전에서는 처녀 출전국 크로아티아를 따돌리고 결승전 진출을 이룩하였다.
결승전 직전, 브라질 스트라이커 호나우두가 발작을 일으킴에 따라 그의 몸상태에 의혹이 제기되었다. 본래 결승전 출전 명단에서 제외되었으나, 그의 몸상태에도 불구하고, 경기 72분전에 그는 결승전 선발 명단에 포함되었다. 본 경기에서, 그는 파비앵 바르테즈 프랑스 수문장과의 충돌로 부상을 당하였다. 비록 호나우두의 출전을 강행한 결정으로 효과를 보지 못하였으나, 그가 대회 기간 동안 주축 선수로 활동해 4번 득점하고 3번의 득점 기회를 창출한 것을 한 것이 신빙성 있는 결정으로 증명되고 있다.
FIFA 월드컵 우승 후, 프랑스는 네덜란드와 벨기에에서 열린 UEFA 유로 2000의 본선에 진출해 우승을 거두었다. 브라질은 1999년에 코파 아메리카 우승을 차지하였고, 대한민국과 일본에서 2002년에 열린 다음 FIFA 월드컵에서 정상에 올랐다. 호나우두는 그 후로 FIFA 월드컵 최다 득점 신기록을 깼으나, 이 기록은 2014년 FIFA 월드컵에 미로슬라프 클로제가 또다시 경신하였다.

## 결승전까지의 경기
| 팀         | 전 | 승 | 무 | 패 | 득 | 실 | 차 | 점 |
| ---------- | -- | -- | -- | -- | -- | -- | -- | -- |
| 브라질     | 3  | 2  | 0  | 1  | 6  | 3  | +3 | 6  |
| 노르웨이   | 3  | 1  | 2  | 0  | 5  | 4  | +1 | 5  |
| 모로코     | 3  | 1  | 1  | 1  | 5  | 5  | 0  | 4  |
| 스코틀랜드 | 3  | 0  | 1  | 2  | 2  | 6  | −4 | 1  |

| 팀                | 전 | 승 | 무 | 패 | 득 | 실 | 차 | 점 |
| ----------------- | -- | -- | -- | -- | -- | -- | -- | -- |
| 프랑스            | 3  | 3  | 0  | 0  | 9  | 1  | +8 | 9  |
| 덴마크            | 3  | 1  | 1  | 1  | 3  | 3  | 0  | 4  |
| 남아프리카 공화국 | 3  | 0  | 2  | 1  | 3  | 6  | −3 | 2  |
| 사우디아라비아    | 3  | 0  | 1  | 2  | 2  | 7  | −5 | 1  |

### 브라질
브라질은 스코틀랜드, 모로코, 그리고 노르웨이와 함께 A조에 편성되었다. 브라질은 스코틀랜드와 모로코를 상대로 각각 2-1, 3-0으로 이겨 16강 진출을 확정지었으나, 노르웨이와의 조별 리그 최종전에서 1-2로 역전패하였다.
브라질의 16강 상대는 B조 2위를 차지한 칠레로, 호나우두와 세자르 상파이우가 각각 2골씩 득점해 4-1 대승에 일조하였다. 8강전의 브라질 상대는 덴마크로, 앞서 나이지리아와의 16강전에서 4-1로 이긴 팀이었으나, 격전 끝에 3-2 승리를 쟁취하였다. 마르틴 예르겐센에게 0-1 선제골을 2분만에 내주었으나, 브라질은 자신의 페이스대로 경기를 끌고가 11분에 베베투, 27분에 히바우두가 연달아 득점을 성공시켰다. 브리안 라우드루프는 50분경에 덴마크의 동점골을 넣었으나, 10분 후에 히바우두가 결승골로 경기의 종지부를 찍었다.
준결승전에서 브라질은 마르세유에서 네덜란드를 상대하였다. 경기는 정규시간 끝에 1-1로 끝났는데, 호나우두가 후반 시작과 함께 선제골을 넣은 뒤, 파트리크 클라위버르트의 87분 동점골로 경기가 연장전으로 이어졌고, 120분 안에 승부가 나지 않았다. 경기는 승부차기를 통해 승자가 가려졌는데, 브라질이 4-2로 이기면서 FIFA 월드컵 2대회 연속 결승 진출에 성공하였다.

### 프랑스
프랑스는 남아프리카 공화국, 사우디아라비아, 그리고 덴마크와 함께 C조에 편성되었다. 프랑스는 남아프리카 공화국을 상대로 3-0 대승을 거두며 가볍게 대회를 시작하였고, 이어지는 사우디아라비아전에서 4-0의 대승을 일구어냈다. 프랑스는 덴마크와의 조별 리그 최종전에서 유리 조르카에프와 에마뉘엘 프티의 연속골을 통해 2-1로 이겨 조 1위를 확정지었다.
프랑스의 16강전 상대는 D조 2위 파라과이였다. 프랑스는 접전 끝에 연장전에 터진 로랑 블랑의 골든골로 1-0 승리를 쟁취하는데 성공했다. 프랑스는 8강전에서 이탈리아를 상대하였는데, 이들은 노르웨이전의 1-0 신승을 통해 올라왔다. 두 팀은 연장전까지 지속된 120분간의 혈전 끝에 0-0으로 비겼고, 이탈리아의 루이지 디 비아조가 승부차기 키커로 나서 크로스바를 강타한 덕에 프랑스가 승부차기에서 4-3으로 이겼다.
준결승전에서, 프랑스는 이 대회에서 돌풍을 일으킨 크로아티아를 만났다. 득점 없는 전반전 후, 프랑스는 후반전 시작과 함께 터진 크로아티아의 다보르 슈케르 대회 5호골과 함께 리드를 헌납하였다. 프랑스는 릴리앙 튀랑의 동점골이자 그의 첫 국제대회 골로 응수하였다. 튀랑은 그로부터 20분 후에 또다시 한골을 추가하여 역전승을 거둠으로써 프랑스의 사상 첫 FIFA 월드컵 결승전 진출을 견인하였다. 그러나, 경기는 로랑 블랑이 크로아티아의 슬라벤 빌리치와 다툼으로 퇴장당해 논란을 야기하였다. 빌리치는 무릎쪽으로 굴러 고통스러운 표정을 지었다. 그러나, 비디오에서는 선수들간에 큰 충돌이 일어나지 않은 것으로 보였다. 블랑은 퇴장으로 인해 결승전에 결장하게 되었다.

## 경기

### 요약
경기 전, 브라질의 주축 스트라이커 호나우두의 몸상태에 의혹이 제기되었고, 몇몇 보고내용에 따르면 그는 경기 전에 건강상 문제가 있는 것으로 나타났다.
지네딘 지단은 전반 27분에 에마뉘엘 프티가 오른쪽 코너플래그에서 올린 코너킥을 헤딩으로 연결해 프랑스에게 리드를 가져다 주었다. 몇분 후, 호나우두는 둥가의 롱볼을 받아 득점 찬스를 얻어냈으나, 쇄도하는 파비앵 바르테즈를 보지 못하였고, 결국 브라질 스트라이커는 그와 충돌하였다. 두 팀은 선수단 의료진의 도움이 필요했으나, 얼마 지나지 않아 회복하였다. 브라질의 플레이메이커 레오나르두와 히바우두는 디디에 데샹과 크리스티앙 카랑뵈에 막혀 침묵하였다. 전반 종료를 앞두고, 지단은 왼쪽 코너플래그에서 날아온 코너킥을 비슷한 패턴으로 추가골을 성공해 리드를 두골차로 늘렸다. 후반전에 호나우두는 점수차를 1골차로 줄일 기회를 잡았다. 공은 페널티 박스 안으로 배급되었으나, 그의 슛은 바르테즈 팔 사이로 날아갔다. 미드필더 에마뉘엘 프티는 90분에 아스널 팀동료인 파트리크 비에라의 전진패스를 받아 골망 아래쪽으로 집어넣어 쐐기골을 성공시켰고, 모든 의혹을 잠재울 승리를 선사하였다. 프랑스는 마르셀 드사이의 반칙으로 인한 경고 누적으로 퇴장당함에 따라 막판 20분동안 10명으로 경기에 임하였다.

### 상세 정보
| 브라질 | 0 – 3  | 프랑스                       |
| ------ | ------ | ---------------------------- |
|        | 리포트 | 27′, 45+1′ 지단 · 90+3′ 프티 |

| 브라질 | 프랑스 |

|               |    |                   |     |     |
|               |    |                   |     |     |
| GK            | 1  | 타파레우          |     |     |
| RB            | 2  | 카푸              |     |     |
| CB            | 3  | 아우다이르        |     |     |
| CB            | 4  | 주니오르 바이아누 | 33′ |     |
| LB            | 6  | 호베르투 카를루스 |     |     |
| CM            | 5  | 세자르 삼파이우   |     | 73′ |
| CM            | 8  | 둥가 (주장)       |     |     |
| AM            | 10 | 히바우두          |     |     |
| AM            | 18 | 레오나르두        |     | 46′ |
| CF            | 20 | 베베투            |     |     |
| CF            | 9  | 호나우두          |     |     |
| 교체 선수:    |    |                   |     |     |
| MF            | 19 | 데니우송          |     | 46′ |
| FW            | 21 | 이드문두          |     | 73′ |
| 감독:         |    |                   |     |     |
| 마리우 자갈루 |    |                   |     |     |

|            |    |                    |         |     |
|            |    |                    |         |     |
| GK         | 16 | 파비앵 바르테즈    |         |     |
| RB         | 15 | 릴리앙 튀랑        |         |     |
| CB         | 8  | 마르셀 드사이      | 48′ 68′ |     |
| CB         | 18 | 프랑크 르뵈프      |         |     |
| LB         | 3  | 빅상트 리자라쥐    |         |     |
| DM         | 7  | 디디에 데샹 (주장) | 39′     |     |
| CM         | 19 | 크리스티앙 카랑뵈  | 56′     | 57′ |
| CM         | 17 | 에마뉘엘 프티      |         |     |
| AM         | 10 | 지네딘 지단        |         |     |
| AM         | 6  | 유리 조르카에프    |         | 74′ |
| CF         | 9  | 스테판 기바르쉬    |         | 66′ |
| 교체 선수: |    |                    |         |     |
| MF         | 14 | 알랭 보고시앙      |         | 57′ |
| FW         | 21 | 크리스토프 뒤가리  |         | 66′ |
| MF         | 4  | 파트리크 비에라    |         | 74′ |
| 감독:      |    |                    |         |     |
| 에메 자케  |    |                    |         |     |

| 부심: 마크 워런 (잉글랜드) 아크마트 살리 (남아프리카 공화국) 대기심: 압둘 라만 알자이드 (사우디아라비아) | 경기 규정 - 90분 - 필요시 연장전 30분 - 연장전 후에도 동점시 승부차기. - 최대 3명 교체 가능. |

### 통계
- 출처

|                 | 브라질 | 프랑스 |
| --------------- | ------ | ------ |
| 득점            | 0      | 3      |
| 슈팅            | 12     | 13     |
| 유효 슈팅       | 7      | 5      |
| 점유율          | 34%    | 66%    |
| 반칙            | 15     | 13     |
| 오프사이드      | 5      | 3      |
| 경고            | 1      | 6      |
| 경고누적 / 퇴장 | 0      | 1      |
| 퇴장            | 0      | 0      |

## 같이 보기
- 브라질의 FIFA 월드컵 성적